# Zanddeeg
Zanddeeg, zetdeeg of boterdeeg is een deeg dat wordt gebruikt bij de bereiding van taarten en koekjes. Het heeft een kruimelige structuur en breekt gemakkelijk.
Zanddeeg bestaat uit bloem, boter (of margarine) en basterdsuiker, zonder vaste verhoudingen. Zanddeeg wordt ook wel benoemd als kruimeldeeg, al wordt met die term eerder verwezen naar korstdeeg, waarbij wel eieren worden toegevoegd. Er kunnen ook andere smaakstoffen (zoals vanilline) aan het deeg toegevoegd worden.
De boter moet hard en ijskoud zijn. Bij de bereiding wordt de boter eerst mals gemaakt samen met de suiker. Ook alle vochtige bestanddelen worden gemengd met de boter en suiker. Daarna worden alle (gemengde) droge bestanddelen zoals bloem, cacao en eventueel bakpoeder erdoor verkruimeld. Als de kruimels grover van structuur worden, kan het deeg met de hand snel en kort tot een bol gekneed worden. Vervolgens moet het ten minste een uur in de koelkast rusten, zo dat de boter weer opstijft.
Een veelgebruikte verhouding is 1 : 2 : 3 
- 100 g suiker;
- 200 g boter;
- 300 g bloem.